# Huh Yun-jin
Huh Yun-jin (kor. 허윤진, ur. 8 października 2001 w Seulu) – koreańsko-amerykańska piosenkarka i autorka tekstów, mieszkająca w Korei Południowej. Jest członkinią południowokoreańskiego zespołu Le Sserafim. 

## Życiorys

### Wczesne życie i edukacja
Huh Yun-jin urodziła się 8 października 2001 roku w Gangnam w Seulu w Korei Południowej, ale wychowywała się w Niskayuna, w stanie Nowy Jork, w Stanach Zjednoczonych, używając imienia Jennifer Huh. Huh była uczennicą Niskayuna High School, zanim 4 marca 2019 roku przeniosła się do Wydziału Muzyki Stosowanej w Hanlim Multi Art School.

### 2018: Produce 48
W 2018 roku Yun-jin wzięła udział w południowokoreańskim programie survivalowym Produce 48 emitowanym przez stację Mnet, reprezentując wytwórnię Pledis Entertainment. Została wyeliminowana przed finałem programu, zajmując 26. miejsce.

### Od 2021: debiut z Le Sserafim i działalność solowa
24 sierpnia 2021 roku poinformowano, że Yun-jin podpisała kontrakt z wytwórnią Source Music. 14 marca 2022 roku Source Music ogłosiło powstanie nowej grupy, Le Sserafim, we współpracy z  Hybe Corporation. Została ujawniona jako szósta i ostatnia członkini 9 kwietnia 2022 roku. 2 maja 2022 roku grupa zadebiutowała minialbumem Fearless. Yun-jin została wymieniona jako autorka tekstu i kompozytorka utworu „Blue Flame”. 9 sierpnia 2022 roku wydała swój pierwszy singiel „Raise Y_our Glass” upamiętniający 100. dzień jej debiutu z Le Sserafim. Yun-jin napisała trzy piosenki na drugi minialbum Le Sserafim zatytułowany Antifragile : „Impurities”, „No Celestial” i „Good Parts (When the Quality Is Bad but I Am)”. Album został wydany 17 października 2022 roku.
9 stycznia 2023 roku Yun-jin wydała swój drugi singiel „I ≠ Doll”. Napisany przez Yun-jin, utwór o wpływach rockowych i trapowym beatem opisuje jej życie jako idolki, który jest oceniany wyłącznie na podstawie wyglądu. Tytuł odnosi się zarówno do słowa „ idol ”, jak i „lalka”. Ilustrowany przez nią, towarzyszący mu teledysk przedstawia jej podróż jako osoby publicznej, „nawigującej uwagą i krytyką, które otrzymuje”. Odnośnie głównego animowanego bohatera w teledysku, Yun-jin powiedziała: „Chciałam stworzyć postać, która jest wielowymiarowa wewnątrz, ale na zewnątrz wygląda na dwuwymiarową i płaską celowo. Myślałam, że byłoby interesujące przedstawić temat, który nie jest taki prosty w prosty sposób”. Divyansha Dongre z Rolling Stone India nazwała piosenkę „ostrą krytyką złożoności ciągłego życia w świetle reflektorów i ocen, które temu towarzyszą”.
14 marca 2023 roku wydała swoją trzecią autorską piosenkę o tytule „피어나도록 (love you twice)”. Koreański tytuł tłumaczy się na „dopóki nie zakwitnie”, co odnosi się do koreańskiej nazwy fandomu Le Sserafim, Fearnot. Do indiepopowego singla dołączono teledysk stworzony przez południowokoreańskiego animatora i artystę Ramdaram, który przedstawia fankę, inspirowaną przez idola, aby lepiej dbać o siebie i uczyć się tworzenia piosenek, zanim w końcu spełnia swoje własne marzenie o występie na scenie.
14 sierpnia 2023 roku Yunjin oficjalnie wydała czwarty singiel pt. "Blessing in disguise" (pol. Szczęście w nieszczęściu), łączący takie gatunki jak dance pop czy R&B soul. Teledysk przedstawia klipy nagrane przez samą autorkę, głównie w czasie podróży do których nawiązuje utwór - opowiada on także o strachu przed przyszłością, zagubieniu i szukaniu swojego miejsca na świecie. Przedpremierowo utwór wykonała na 2023 Weverse Con Festival.

## Dyskografia

### Dyskografia Solowa
| Rok                                                       | Tytuł               | Najwyższa pozycja | Album |
| Rok                                                       | Tytuł               | Circle            | Album |
| --------------------------------------------------------- | ------------------- | ----------------- | ----- |
| 2022                                                      | „Raise Y_our Glass" | –                 | –     |
| 2023                                                      | „I ≠ Doll"          | 199               | –     |
| 2023                                                      | „Love You Twice"    | –                 | –     |
| „–” oznacza, że singiel nie był notowany na danej liście. |                     |                   |       |

### Autorstwo piosenek
Wszystkie informacje o autorstwie piosenek pochodzą z bazy danych Korea Music Copyright Association, chyba że zaznaczono inaczej.
| Rok  | Utwór                                           | Album       | Artysta     | Tekst piosenki | Kompozycja |
| ---- | ----------------------------------------------- | ----------- | ----------- | -------------- | ---------- |
| 2022 | „Blue Flame"                                    | Fearless    | Le Sserafim | Tak            | Tak        |
| 2022 | „Raise Y_our Glass"                             | –           | Huh Yun-jin | Tak            | Tak        |
| 2022 | „Impurities"                                    | Antifragile | Le Sserafim | Tak            | Tak        |
| 2022 | „No Celestial"                                  | Antifragile | Le Sserafim | Tak            | Tak        |
| 2022 | „Good Parts (When the Quality Is Bad but I Am)" | Antifragile | Le Sserafim | Tak            | Tak        |
| 2023 | „I ≠ Doll"                                      | –           | Huh Yun-jin | Tak            | Tak        |
| 2023 | „Love You Twice" (피어나도록)                   | –           | Huh Yun-jin | Tak            | Tak        |
| 2023 | „Eve, Psyche and the Bluebeard's Wife"          | Unforgiven  | Le Sserafim | Tak            | Nie        |
| 2023 | „Fearnot (Between You, Me and the Lamppost)"    | Unforgiven  | Le Sserafim | Tak            | Tak        |

## Filmografia

### Programy telewizyjne
| Rok  | Tytuł      | Uwagi        |
| ---- | ---------- | ------------ |
| 2018 | Produce 48 | uczestniczka |